# ليني دي
ليني دي (بالإنجليزية: Lenny Dee)‏ هو عازف الأرغن أمريكي، ولد في 5 يناير 1923، وتوفي في 12 فبراير 2006 في سانت بيترسبرغ في الولايات المتحدة.

## وصلات خارجية
- ليني دي على موقع ميوزك برينز (الإنجليزية)
- ليني دي على موقع ديسكوغز (الإنجليزية)